# لیندا پورل
لیندا پورل (به انگلیسی: Linda Purl) (زاده ۲ سپتامبر ۱۹۵۵) بازیگر و خواننده امریکایی است که معمولاً او را با نقش دخترِ متلاک (چارلین متلاک) در فصل اول مجموعه تلویزیونی متلاک می‌شناسند.

## اوایل زندگی
وی در گرینویچ کانتیکات در خانوادهای اهل تئاتر به دنیا آمد. پدر و مادرش هر دو بازیگر بودند. مادربزرگ وی نیز مؤسس انجمن حقوق بازیگران بود. لیندا در سن پنج سالگی به ژاپن رفت و دوران کودکیش را در آنجا سپری کرد. وی در پانزده سالگی به امریکا برگشت و تحصیلات خود را در دبیرستان خصوصی شبانه‌روزی دختران ادامه داد.

## فعالیت هنری
اولین حضور لیندا در یازده سالگی در فیلمی علمی تخیلی به نام مسافران زمان در سال ۱۹۶۶ بود. وی تا چند سال جسته گریخته و بسیار اندک بازی می‌کرد. از سال ۱۹۷۳ بازیگری را به طور حرفه‌ای شروع کرد. پس از چند سال بازی در نقش‌های کوچک، در سال ۱۹۷۶ فرصتی دست داد تا بتواند ایفاگر نقش‌های مهم و اساسی بشود و تا امروز در فیلم‌های تلویزیونی بسیاری ایفاگر نقش اصلی بوده است.
او در فیلم جو یانگ نیرومند بازی کرده است.

## زندگی شخصی
پورل چهار بار ازدواج کرده‌است که سه تایشان ناموفق بوده‌اند. همسر کنونی وی جیمز وینسون ادامز می‌باشد که در سال ۲۰۰۶ با هم ازدواج کرده‌اند.